# Яришево
Яришево (пол. Jaryszewo) — село в Польщі, у гміні Обжицько Шамотульського повіту Великопольського воєводства.
Населення — 269 осіб (2011).
У 1975-1998 роках село належало до Познанського воєводства.

## Демографія
Демографічна структура станом на 31 березня 2011 року:
|          | Загалом | Допрацездатний вік | Працездатний вік | Постпрацездатний вік |
| -------- | ------- | ------------------ | ---------------- | -------------------- |
| Чоловіки | 140     | 29                 | 103              | 8                    |
| Жінки    | 129     | 21                 | 83               | 25                   |
| Разом    | 269     | 50                 | 186              | 33                   |